# Gabriella Greison
Gabriella Greison (Milano, 12 marzo 1974) è una scrittrice, giornalista, drammaturga, attrice teatrale, divulgatrice scientifica e conduttrice televisiva italiana.

## Biografia
Gabriella Greison si laurea in fisica nucleare presso l'Università Statale di Milano con una tesi sullo studio sperimentale della propagazione di elettroni veloci in una camera a vuoto. In seguito, ha lavorato per due anni presso il centro di ricerche a Palaiseau dell'École polytechnique di Parigi. È direttrice del primo Festival della Fisica in Italia.
È stata inserita dalla rivista Forbes nelle "100 donne di successo del 2024".

### Giornalista
Giornalista professionista dal 2003, ha collaborato con Radio Popolare, Rai Radio Due e Radio DeeJay, con Il manifesto e la Gazzetta dello Sport, quindi nel 2013-2014 con Rai Tre, Rai Italia e Rai Due.  Nella stagione 2015-2016 ha collaborato come autrice con Rai Due. Dal 2013 al 2016 ha scritto reportage per Il Fatto Quotidiano, per Vanity Fair, per GQ. Nel 2019 e 2020 ha collaborato con La Repubblica, scrivendo di fisica e scienza. La sua rubrica #ChiediAllaFisica non è più disponibile online. 
Un blog scientifico (Helter Skelter) riporta, in una pagina del 2 aprile 2020 intitolata La divulgazione che "avanza", alcune domande del pubblico e le risposte di Gabriella Greison tratte dalla rubrica #ChiediAllaFisica, oltre ai commenti di Stefano Marcellini.  Interviene nei dibattiti sulla fisica e le questioni di attualità.

### Divulgatrice scientifica
Si occupa di divulgazione scientifica per diversi programmi radiofonici nazionali, programmi televisivi, e podcast. Ha condotto ed è ospite di programmi di approfondimento scientifico. È stata definita la "donna della fisica divulgativa italiana".
Nell'estate 2016 conduce con Marco Ardemagni e Alessandro Mannucci il programma quotidiano Colpo di sole su Rai Radio Due.
Nel 2016-2017 collabora con RaiNews24 creando e conducendo Pillole di fisica. Nell'estate 2018 scrive e conduce su Rai Radio Due il programma del weekend Ovunque6 Estate con la storia a puntate di Mileva, una bambina di 13 anni alla scoperta del mondo.
Dall'estate 2018 al 2020 ha scritto su Robinson, l'allegato culturale del quotidiano La Repubblica, di argomenti scientifici, tecnologie, attualità, fisica, letteratura, teatro. È stata ospite fissa del programma Sapiens con storie sui fisici del XX secolo. Dal 2019 al 2020 ha curato una rubrica fissa sull'allegato scientifico del quotidiano La Repubblica, chiamata Pillole di fisica.
Il 18 dicembre 2020 è andato in onda, su FocusTv, il programma sulla fisica quantistica dal titolo "Il favoloso mondo della fisica quantistica", interamente girato a Pavia.
Da ottobre 2021 conduce su La Effe, Canale 135 di Sky Italia, il programma "La teoria di tutte", girato all'interno dei più importanti centri scientifici, incluso il CERN di Ginevra.
Ha partecipato ad alcuni eventi TEDx sulla fisica quantistica, su Lise Meitner, su Albert Einstein, e sul gatto di Schrödinger, il machine learning e il futuro delle tecnologie quantistiche. Nell'ottobre 2023 ha tenuto un nuovo TEDx sulla sincronicità e l'entanglement quantistico.
Nel 2025 ha creato il podcast "QUANTUM ROCK - la fisica quantistica raccontata con la musica rock e viceversa", una puntata a settimana su Spotify, in collaborazione con il quotidiano il Foglio .

### Scrittrice
I suoi libri vedono protagonisti i fisici del XX secolo; alcuni testi sono stati trasposti in monologhi teatrali di cui è interprete.

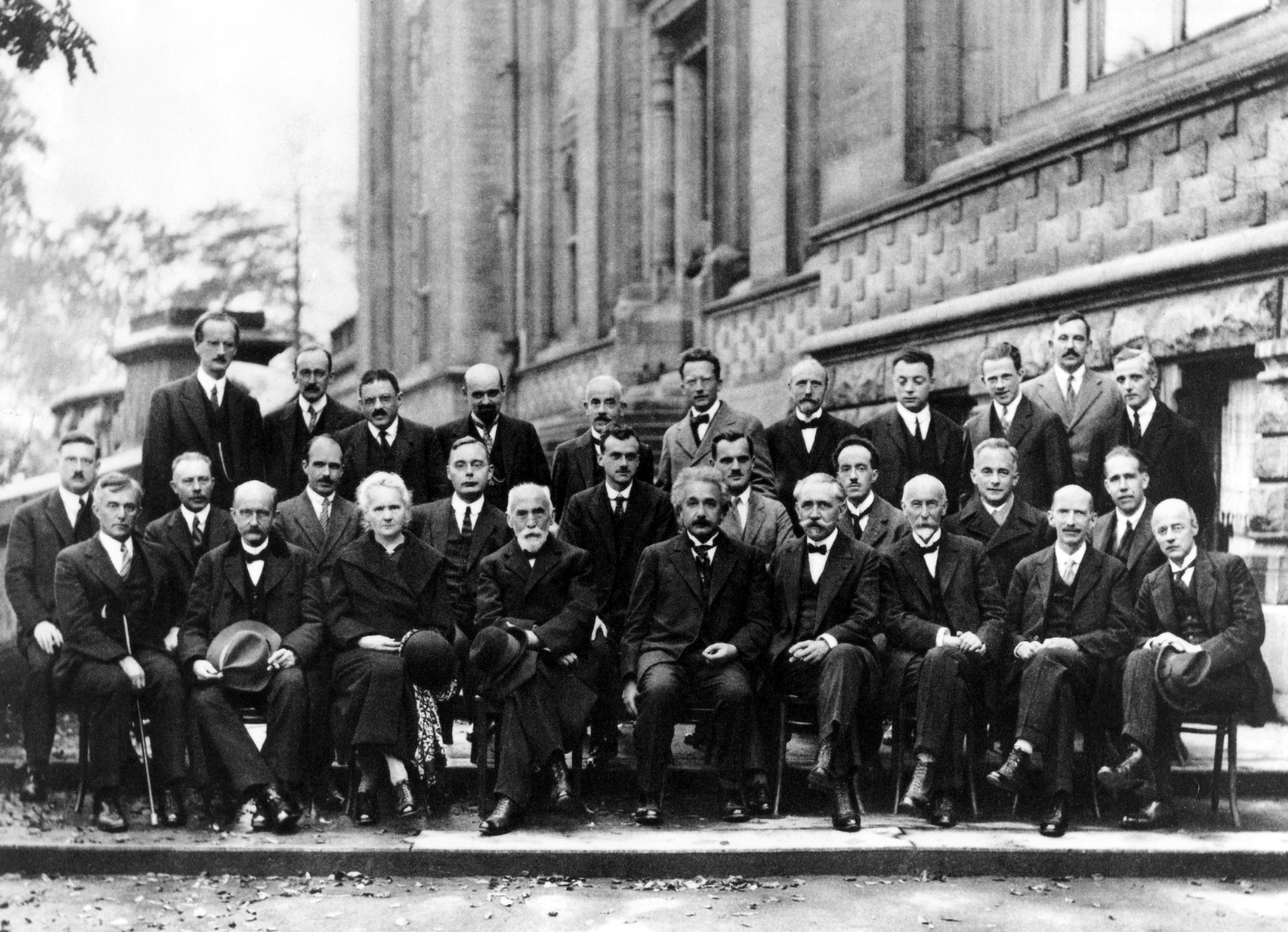
Partecipanti al V congresso Solvay (1927).

A seguito di una ricerca sul V Congresso Solvay del 1927, dedicata ai 29 fisici ritratti in una famosa fotografia di gruppo,  Gabriella Greison scrive L'incredibile cena dei fisici quantistici (2016), edito da Adriano Salani Editore. 
Sempre nel 2016, per Hoepli ha scritto Dove nasce la nuova fisica. Einstein, Hawking e gli altri alla corte di Solvay.
Nel 2017, per festeggiare i 60 anni della casa editrice Bollati Boringhieri, le commissionano la creazione di un nuovo monologo, chiamato L'alfabeto dell'universo, in scena al Planetario di Milano e al Salone del Libro di Torino. Per la stessa casa editrice pubblica il suo nuovo libro Sei donne che hanno cambiato il mondo, un saggio che racconta le scienziate che hanno segnato la storia. Con questo libro Greison è entrata nella cinquina dei finalisti al Premio letterario Galileo per la divulgazione scientifica 2018, vincendo la medaglia di bronzo.
Nel 2017 esce in libreria il suo Superdonne! edito da Adriano Salani Editore, un libro illustrato per bambini con 20 storie della buonanotte dedicate ad altrettante scienziate.
A Marzo 2018 è uscito in libreria Hotel Copenaghen, pubblicato da Adriano Salani Editore in seguito alle sue ricerche fatte a Copenaghen sugli incontri avvenuti nel XX secolo tra Niels Bohr e a Werner Heisenberg. 
Dopo ricerche negli istituti scientifici e nelle università di Zurigo e Berna, nel settembre 2018 pubblica, per Adriano Salani Editore, Einstein e io, basato sulla vita di  Mileva Marić, prima moglie di Albert Einstein.
Nell'aprile 2019 esce da Adriano Salani Editore il romanzo La leggendaria storia di Heisenberg e dei fisici di Farm Hall. Dopo lunghe ricerche sul posto, Greison approfondisce la figura di Werner Heisenberg; in particolare si sofferma sul periodo trascorso nella fattoria Farm Hall insieme ad altri nove fisici tedeschi, segretamente intercettati dai servizi segreti inglesi e americani per verificare la loro eventuale collaborazione col regime nazista.
Dopo ricerche a Princeton, a gennaio 2020 esce Einstein forever, biografia di Albert Einstein pubblicata da Bollati Boringhieri.
Nel settembre 2020 pubblica con Arnoldo Mondadori Editore, dopo un anno di ricerche tra Vienna, San Francisco e Princeton, il romanzo Ucciderò il gatto di Schrödinger dedicato a Erwin Schrödinger.. 
Il 26 ottobre 2021 esce in libreria Guida quantistica per anticonformisti, edito da Mondadori, in cui Greison ricostruisce le teorie alla base della meccanica quantistica, le sue applicazioni pratiche e delinea il futuro che ci aspetta grazie all'utilizzo dei computer quantistici.
Nel Febbraio 2023 viene pubblicato Ogni cosa è collegata, edito da Mondadori, un nuovo libro con storie di fisica quantistica, in cui l'autrice indaga il concetto di sincronicità, seguendo il lavoro di Wolfgang Pauli e la sua amicizia con Carl Gustav Jung. 
Nell'ottobre 2023 esce in libreria GUT! Fisica quantistica per ragazzi, edito da Gribaudo.
Nel febbraio 2024 esce per Mondadori un nuovo romanzo di ricostruzione storica su fatti realmente accaduti, con protagonista Leona Woods, sulla bomba atomica e la seconda guerra mondiale, dal titolo La donna della bomba atomica. Storia dimenticata di Leona Woods, la fisica che lavorò con Oppenheimer.
Nell'aprile 2025 esce per Mondadori il suo ultimo libro: Dove tutto può accadere. Dirac, la fisica quantistica, l'arte, i sogni impossibili e altre cose così, con protagonisti Paul Dirac e la figlia Monica, "che ha lasciato l'università per andare a scoprire i Beatles".. 
L'elenco dei podcast da lei pubblicati è riportato tra le Opere.

### Autrice e attrice teatrale
Prendendo spunto dal libro L'incredibile cena dei fisici quantistici, scrive 1927 - Monologo quantistico, che dalla stagione 2016-2017 diventa uno spettacolo teatrale, prodotto dal Teatro Menotti di Milano.
Il 7 novembre 2017, per i 150 anni dalla nascita di Marie Curie (l'unica donna presente nella foto del 1927), debutta nel suo monologo teatrale, Due donne ai raggi x: Marie Curie e Hedy Lamarr, ve le racconto io sul palco della Sala Umberto di Roma, con la regia di Giampiero Cicciò.
Dal romanzo Hotel Copenaghen (2018) ha tratto lo spettacolo Faust a Copenaghen che racconta di quando i fisici quantistici del XX secolo si riunivano a Copenaghen da Niels Bohr. 
Dal testo Einstein e io (2018) ha tratto il monologo Einstein & me, la cui anteprima si è svolta nella Sala Umberto di Roma il 23 settembre 2018. Lo spettacolo è quindi andato in tour in vari teatri italiani,  in parallelo ad altri due spettacoli (Monologo quantistico e Due donne ai raggi X).
Il monologo dedicato a Werner Heisenberg debutta al teatro di Sori il 10 maggio 2019.
Il debutto dello spettacolo teatrale tratto dal romanzo Ucciderò il gatto di Schrödinger è avvenuto il 24 aprile 2021.
Il 9 settembre 2023 debutta lo spettacolo Jukebox della fisica - Risposte scientifiche alle domande delle canzoni, uno show nato come format sui social, poi portato sul palco. Nella Primavera 2024 si svolge la prima dello spettacolo teatrale La donna della bomba atomica. Storia dimenticata di Leona Woods, la fisica che lavorò con Oppenheimer, con musiche di Francesco Baccini, interpretato da Gabriella Greison.
Nel 2025, dal libro Dove tutto può accadere. Dirac, la fisica quantistica, l'arte, i sogni impossibili e altre cose così, porta in teatro uno spettacolo dal titolo omonimo del quale è protagonista.
Nel 2025 ha ridato vita ad uno spettacolo che ha reso attuale visti i conflitti armati in corso e la ricerca dell'arma nucleare, con Einstein protagonista e il suo credo, la sua conversione religiosa all'ebraismo, e il suo essere contro le guerre e per il pacifismo, il cui titolo è Einstein forever, ed è accompagnata sul palco da un quartetto d'archi interamente femminile .

### Direttrice del Festival della Fisica
Gabriella Greison è ideatrice, curatrice e direttrice artistica del Festival della Fisica, la cui prima edizione (2018) si è svolta a Milano al Teatro Menotti, dove ha debuttato nello spettacolo Faust a Copenaghen.
La seconda edizione del Festival della Fisica si è svolta, sempre nel 2018, a Roma allo Spazio Diamante.

## Opere

### Libri su argomenti vari
- L'insostenibile leggerezza di Effenberg, prefazione di Valerio Piccioni, Torino, Bradipolibri, 2009. ISBN 978-88-96184-08-0.
- Prossima fermata: Highbury, Asti, Scritturapura, 2010, ISBN 978-88-89022-58-0; prefazione di Desmond Morris, Policoro, HerKulesBooks, 2014, ISBN 978-88-99333-08-9.
- Così parlò Zarate, prefazione di Felice Pulici, Arezzo, Limina, 2010. ISBN 978-88-6041-041-2.
- Essere Bruno Conti. La vita di un campione dentro e fuori dal campo, Roma, Castelvecchi, 2010. ISBN 978-88-7615-506-2.
- Ora che cominciava a piacermi, introduzione di Paolo Bonolis, Oliena, Ethos, 2011. ISBN 978-88-95226-14-9.
- Le giacche degli allenatori. Una giornata alla Pinetina. [Viaggio nell'Inter dello scudetto di Altobelli, Beccalossi e Bersellini], Milano, Salani, 2013. ISBN 978-88-6715-347-3.
- Sono ancora un bambino (ma nessuno può sgridarmi), curatela dell'autobiografia di Giancarlo Giannini, Longanesi, 2014, ISBN 978-88-3043-995-5.
- La guerra del pallone. La vita e il calcio in Palestina, prefazione di Roberto Vecchioni, postfazione di Guglielmo Stendardo, Roma, Hellnation, 2015. ISBN 978-88-6718-110-0.

### Libri sulla fisica quantistica
- Dove nasce la nuova fisica. Einstein, Hawking e gli altri alla corte di Solvay, Milano, Hoepli, 2016. ISBN 978-88-203-7205-7.
- L'incredibile cena dei fisici quantistici, Milano, Salani, 2016, ISBN 978-88-6918-899-2; 2019, ISBN  978-88-310-0202-8.
- Hotel Copenaghen, Milano, Salani, 2018, ISBN 978-88-93812-46-7.
- La leggendaria storia di Heisenberg e dei fisici di Farm Hall, Milano, Salani, 2019, ISBN 978-88-93816-57-1.
- Einstein forever, Torino, Bollati Boringhieri, 2020, ISBN 978-88-339-3352-8.
- Ucciderò il gatto di Schrödinger, Milano, Mondadori, 2020, ISBN 978-88-04-72866-5.
- Guida quantistica per anticonformisti. Viaggio nella fisica che Newton non approverebbe, Milano, Mondadori, 2021, ISBN 978-88-04-74223-4.
- Gut! Fisica quantistica per ragazzi, Milano, Gribaudo, 2023. ISBN 978-88-580-4765-1.
- Ogni cosa è collegata. Pauli, Jung, la fisica quantistica, la sincronicità, l'amore e tutto il resto, Milano, Mondadori, 2023, ISBN 978-88-04-75463-3.
- Dove tutto può accadere. Dirac, la fisica quantistica, l'arte, i sogni impossibili e altre cose così, Milano, Mondadori, 2025, ISBN 978-88-04-79894-1.

### Libri sulle donne della scienza
- Sei donne che hanno cambiato il mondo. Le grandi scienziate della fisica del XX secolo, Torino, Bollati Boringhieri, 2017, ISBN 978-88-339-2867-8.
- Storie e vite di super donne che hanno fatto la scienza, Milano, Salani, 2017, ISBN 978-88-93813-48-8; 2023, ISBN 978-88-310-1780-0.
- Einstein e io, Milano, Salani, 2018, ISBN 978-88-93816-20-5.
- La donna della bomba atomica. Storia dimenticata di Leona Woods, la fisica che lavorò con Oppenheimer, Milano, Mondadori, 2024, ISBN 978-88-04-78269-8.

### Spettacoli di prosa teatrale
- 1927. Monologo quantistico di e con Gabriella Greison (spettacolo teatrale), regia di Emilio Russo, produzione Tieffe Teatro Milano.
- L'alfabeto dell'universo, di e con Gabriella Greison (monologo teatrale), produzione Associazione Paul Dirac.
- Due donne ai Raggi X. Marie Curie e Hedy Lamarr, ve le racconto io, di e con Gabriella Greison (spettacolo teatrale), produzione Associazione Paul Dirac.
- Faust a Copenaghen, di Gabriella Greison (spettacolo teatrale), con Gabriella Greison, Roberto Castello, Mattia Lauro, Clarissa Rollo, Vittorio Magazzù, Francesco Iorio, produzione Sala Umberto Roma e Tieffe Teatro Milano.
- Einstein & me, di e con Gabriella Greison (spettacolo teatrale), regia di Cinzia Spanò, con la voce di Giancarlo Giannini, produzione Associazione Paul Dirac.
- La leggendaria storia di Heisenberg e dei fisici di Farm Hall, di e con Gabriella Greison (spettacolo teatrale), regia di Sergio Maifredi, produzione Teatro Pubblico Ligure.
- Einstein forever, di e con Gabriella Greison (monologo teatrale), produzione Associazione Paul Dirac.
- Cara Marie Curie..., di e con Gabriella Greison (monologo teatrale), produzione Associazione Paul Dirac.
- Sei donne che hanno cambiato il mondo, di e con Gabriella Greison (spettacolo teatrale), produzione Associazione Paul Dirac.
- Ucciderò il gatto di Schrödinger, di e con Gabriella Greison (spettacolo teatrale), regia e con Marco Caronna, produzione Imarts.
- Entangled - ogni cosa è collegata, di e con Gabriella Greison (spettacolo teatrale), regia di Emilio Russo, produzione Teatro Menotti Milano.
- Jukebox della fisica. Risposte scientifiche alle domande delle canzoni, di e con Gabriella Greison (spettacolo teatrale) e con Alessio Tagliento, produzione Associazione Paul Dirac.
- La fisica dei cambiamenti climatici, di e con Gabriella Greison (spettacolo teatrale), musiche di Michele Cusato, produzione Associazione Paul Dirac.
- La donna della bomba atomica, di e con Gabriella Greison (spettacolo teatrale), regia Alessio Tagliento, musiche Francesco Baccini, produzione Associazione Paul Dirac, distribuzione Imarts.
- Dove tutto può accadere, di e con Gabriella Greison (spettacolo teatrale), regia Alessandro Spadari, musiche dei Beatles, produzione Associazione Paul Dirac, distribuzione Imarts.
- Einstein forever, di e con Gabriella Greison (spettacolo teatrale), musiche dal vivo del quartetto d'archi femminile AlterEcho, produzione Associazione Paul Dirac.

### Podcast
- Il cantico dei quanti, Audible, 2019.
- Cara Marie Curie..., Audible, 2020.
- Questione di fisica, Audible, 2021.
- Le magnifiche della scienza, Spotify, 2022.
- Rumors d'ambiente, alla ricerca della sostenibilità, Spotify, 2022.
- QUANTUM ROCK - la fisica quantistica raccontata con il rock e viceversa, Spotify, 2025.

### Programmi televisivi
- Pillole di fisica, Rai, 2017
- Il favoloso mondo della fisica quantistica, Mediaset, Focus TV, 2019
- La teoria di tutte, Sky Italia, 2021